# Phrictus ocellatus
Phrictus ocellatus är en insektsart som beskrevs av Victor Antoine Signoret 1855. Phrictus ocellatus ingår i släktet Phrictus och familjen lyktstritar. Inga underarter finns listade i Catalogue of Life.